# Kožlí, Havlíčkův Brod
Kožlí là một làng thuộc huyện Havlíčkův Brod, vùng Vysočina, Cộng hòa Séc.